# روبرت إتش مور
روبرت إتش مور (بالإنجليزية: Robert H. Moore)‏ هو ضابط أمريكي، ولد في 13 مايو 1924 في هيلزبورو في الولايات المتحدة، وتوفي في يناير 1978.